# Полное по Чеху пространство
Полное по Чеху пространство — топологическое пространство, являющееся
G-дельта-множеством (то есть пересечением счётного
семейства открытых множеств) в некотором объемлющем хаусдорфовом
компакте.

## Эквивалентные определения

### Через объемлющие компакты
Тихоновское пространство {\displaystyle X} называется полным по Чеху, если выполнено одно из следующих эквивалентных
утверждений:
- пространство {\displaystyle X} является множеством типа {\displaystyle G_{\delta }} в некотором объемлющем компакте;
- пространство {\displaystyle X} является множеством типа {\displaystyle G_{\delta }} в некоторой своей компактификации {\displaystyle cX};
- пространство {\displaystyle X} является множеством типа {\displaystyle G_{\delta }} в каждой своей компактификации {\displaystyle cX};
- пространство {\displaystyle X} является множеством типа {\displaystyle G_{\delta }} в компактификации Стоуна — Чеха {\displaystyle \beta X};
- нарост некоторой компактификации {\displaystyle cX\setminus c(X)} является множеством типа {\displaystyle F_{\sigma }} в {\displaystyle cX};
- нарост каждой компактификации {\displaystyle cX\setminus c(X)} является множеством типа {\displaystyle F_{\sigma }} в {\displaystyle cX};
- нарост компактификации Чеха-Стоуна {\displaystyle \beta X\setminus \beta (X)} является множеством типа {\displaystyle F_{\sigma }} в {\displaystyle \beta X}.

### Внутренняя характеристика
Тихоновское пространство {\displaystyle X} является полным по Чеху, тогда и только тогда, когда в нём существует
счётное семейство открытых покрытий {\displaystyle \{{\mathfrak {U}}_{n}\}_{n\in \mathbb {N} }}, такое, что
пересечение любой центрированной системы замкнутых множеств {\displaystyle {\mathfrak {F}}}, в которой для
каждого {\displaystyle n\in N} существует множество {\displaystyle F\in {\mathfrak {F}}} с диаметром, меньшим, чем покрытие
{\displaystyle {\mathfrak {U}}_{n}}, непусто (говорят, что диаметр множества {\displaystyle F}, меньше покрытия
{\displaystyle {\mathfrak {U}}_{n}}, если существует {\displaystyle U} из {\displaystyle {\mathfrak {U}}_{n}}, такое, что
{\displaystyle F\subset U}).

## Сохранение полноты по Чеху при операциях
Подпространство {\displaystyle A} полного по Чеху пространства {\displaystyle X} является
полным по Чеху в том и только том случае, когда оно представимо в виде пересечения {\displaystyle F\cap M} замкнутого
множества {\displaystyle F} и множества типа {\displaystyle G_{\delta }}. В частности, полнота по Чеху наследуется замкнутыми множествами и множествами
типа {\displaystyle G_{\delta }}.
Сумма семейства топологических пространств полна по Чеху тогда и только тогда, когда все пространства из этого семейства
полны по Чеху.
Произведение счётного семейства топологических пространств является полным по Чеху, в том и только том случае, когда все
пространства полны по Чеху. При этом произведение несчётного семейства полных по Чеху пространств может не быть полным по
Чеху.
Если существует совершенное отображение между тихоновскими пространствами {\displaystyle X} и {\displaystyle Y}, то
пространство {\displaystyle X} полно по Чеху тогда и только тогда, когда полно по Чеху пространство {\displaystyle Y}. Однако
полнота по Чеху в общем случае не сохраняется при переходе к образу при открытом и замкнутом непрерывном отображении.

## Связь с другими классами пространств

### Более узкие классы
Все локально компактные пространства (в частности все компактные пространства) являются
полными по Чеху.
Метризуемое пространство полно по Чеху тогда и только тогда, когда оно метризуемо полной метрикой.

### Более широкие классы
Каждое полное по Чеху пространство является k-пространством и является
пространством Бэра.